# Liga Premier de Egipto 2025-26
La Liga Premier de Egipto 2025-26, también llamada Nile League por motivos de patrocinio, es la 67.° temporada de la Premier League de Egipto. La temporada comenzó el 8 de agosto de 2025 y terminará en mayo de 2026.

## Formato
Desde la temporada anterior se introdujo un cambio en el formato de la competición, la cual adoptó un sistema similar al utilizado en varias ligas europeas, en el cual la temporada se divide en dos fases: una primera etapa en la que los equipos se enfrentan entre sí a una vuelta, además de una segunda fase en la que los clubes son divididos en dos grupos de acuerdo con su posición en la tabla de clasificación. Esto con el objetivo de reducir el número de juegos y buscar que el campeonato concluya durante los meses de mayo o junio para evitar los conflictos de calendario ocurridos en años anteriores.
En la primera etapa los 21 equipos juegan todos contra todos entre sí a una sola vuelta. Al finalizar la jornada 21 los clubes son divididos en dos: los equipos ubicados entre el primero y el séptimo lugar se clasificarán a un grupo de campeonato, mientras que los clubes posicionados entre los lugares ocho y veintiuno pasarán a jugar en el grupo de descenso.
En el grupo de campeonato el equipo que finalice en primer lugar será proclamado campeón y obtendrá una plaza en la siguiente edición de la Liga de Campeones de la CAF, misma competición a la que clasificará el segundo lugar, mientras que el tercer lugar del grupo de campeonato conseguirá un boleto para la siguiente edición de la Copa Confederación de la CAF. Por otra lado, en el grupo de descenso los cuatro últimos clasificados serán relegados a la segunda categoría.

## Equipos participantes
| Pos. | Descendidos a Segunda División de Egipto 2025-26 |
| ---- | ------------------------------------------------ |
| -    | Descenso cancelado                               |

| Pos. | Ascendidos de Segunda División de Egipto 2024-25 |
| ---- | ------------------------------------------------ |
| 1.º  | Al-Mokawloon Al-Arab                             |
| 2.º  | Wadi Degla                                       |
| 3.º  | Kahraba Ismailia                                 |

### Información de los equipos
| Equipo                 | Entrenador           | Ciudad              | Estadio                                    | Capacidad |
| ---------------------- | -------------------- | ------------------- | ------------------------------------------ | --------- |
| Al-Ahly                | José Riveiro         | El Cairo            | Estadio Al-Salam                           | 30 000    |
| Al-Ittihad Alexandria  | Ahmed Samy           | Alejandría          | Estadio de Alejandría                      | 19 676    |
| Al-Masry               | Nabil Kouki          | Puerto Said         | Estadio de Suez                            | 27 000    |
| Al-Mokawloon Al-Arab   | Mohamed Mekki        | Nasr City           | Estadio Osman Ahmed Osman                  | 35 000    |
| Ceramica Cleopatra FC  | Ali Maher            | Seis de Octubre     | Estadio Osman Ahmed Osman                  | 35 000    |
| El Gouna FC            | Ahmed Mostafa        | El Gouna            | Estadio Khaled Bichara                     | 12 000    |
| ENPPI Club             | Hamza El Gamal       | Nuevo Cairo         | Estadio Petro Sport                        | 16 000    |
| Ghazl El-Mehalla       | Alaa Abdelaal        | El-Mahalla El-Kubra | Estadio El Mahalla                         | 14 564    |
| Haras El-Hodood        | Abdelhamid Bassiouni | Alejandría          | Haras El Hodoud Stadium                    | 22 000    |
| Ismaily SC             | Miloud Hamdi         | Ismailía            | Estadio de Ismailia                        | 18 525    |
| Kahraba Ismailia SC    | Reda Shehata         | Ismailía            | Estadio Kahraba Ismailia                   | 6 000     |
| Modern Sport FC        | Magdy Abdelaaty      | Mokattam            | Estadio Internacional de El Cairo          | 75 000    |
| National Bank of Egypt | Tarek Mostafa        | Giza                | Estadio Internacional de El Cairo          | 75 000    |
| Petrojet FC            | Sayed Eid            | Suez                | Estadio de la Academia Militar de El Cairo | 28 000    |
| Pharco FC              | Ahmed Khattab        | Alejandría          | Haras El Hodoud Stadium                    | 22 000    |
| Pyramids FC            | Krunoslav Jurčić     | El Cairo            | Estadio 30 de Junio                        | 30 000    |
| Smouha SC              | Ahmed Abdelaziz      | Alejandría          | Estadio de Alejandría                      | 19 676    |
| Tala'ea El-Gaish SC    | Haitham Shaaban      | El Cairo            | Estadio Gehaz El Reyada                    | 20 000    |
| Wadi Degla             | Mohamed El Sheikh    | El Cairo            | Estadio Petro Sport                        | 16 000    |
| Zamalek SC             | Yannick Ferrera      | Guiza               | Estadio Internacional de El Cairo          | 75 000    |
| ZED FC                 | Mohamed Shawky       | Guiza               | Estadio Internacional de El Cairo          | 75 000    |

## Primera fase

### Clasificación
| Pos. | Equipo                 | Pts. | PJ | G | E | P | GF | GC | Dif. | Clasificación 2025-26 |
| ---- | ---------------------- | ---- | -- | - | - | - | -- | -- | ---- | --------------------- |
| 1    | Al-Masry               | 6    | 2  | 2 | 0 | 0 | 6  | 1  | +5   | Grupo Campeonato      |
| 2    | Al-Ahly                | 4    | 2  | 1 | 1 | 0 | 6  | 3  | +3   | Grupo Campeonato      |
| 3    | Zamalek SC             | 4    | 2  | 1 | 1 | 0 | 2  | 0  | +2   | Grupo Campeonato      |
| 4    | ZED FC                 | 4    | 2  | 1 | 1 | 0 | 2  | 0  | +2   | Grupo Campeonato      |
| 5    | Modern Sport FC        | 4    | 2  | 1 | 1 | 0 | 4  | 3  | +1   | Grupo Campeonato      |
| 6    | ENPPI Club             | 4    | 2  | 1 | 1 | 0 | 1  | 0  | +1   | Grupo Campeonato      |
| 7    | Pyramids FC            | 4    | 2  | 1 | 1 | 0 | 1  | 0  | +1   | Grupo Campeonato      |
| 8    | El Gouna FC            | 3    | 1  | 1 | 0 | 0 | 1  | 0  | +1   | Grupo Descenso        |
| 9    | Haras El-Hodood        | 3    | 1  | 1 | 0 | 0 | 1  | 0  | +1   | Grupo Descenso        |
| 10   | Petrojet FC            | 2    | 2  | 0 | 2 | 0 | 2  | 2  | 0    | Grupo Descenso        |
| 11   | Smouha SC              | 2    | 2  | 0 | 2 | 0 | 1  | 1  | 0    | Grupo Descenso        |
| 12   | Ghazl El-Mehalla       | 2    | 2  | 0 | 2 | 0 | 0  | 0  | 0    | Grupo Descenso        |
| 13   | Kahraba Ismailia SC    | 1    | 2  | 0 | 1 | 1 | 2  | 3  | −1   | Grupo Descenso        |
| 14   | Ismaily SC             | 1    | 2  | 0 | 1 | 1 | 0  | 1  | −1   | Grupo Descenso        |
| 15   | National Bank of Egypt | 1    | 2  | 0 | 1 | 1 | 0  | 1  | −1   | Grupo Descenso        |
| 16   | Wadi Degla             | 1    | 2  | 0 | 1 | 1 | 0  | 1  | −1   | Grupo Descenso        |
| 17   | Al-Mokawloon Al-Arab   | 1    | 2  | 0 | 1 | 1 | 0  | 2  | −2   | Grupo Descenso        |
| 18   | Ceramica Cleopatra FC  | 1    | 2  | 0 | 1 | 1 | 0  | 2  | −2   | Grupo Descenso        |
| 19   | Pharco FC              | 1    | 2  | 0 | 1 | 1 | 1  | 4  | −3   | Grupo Descenso        |
| 20   | Tala'ea El-Gaish SC    | 1    | 2  | 0 | 1 | 1 | 1  | 4  | −3   | Grupo Descenso        |
| 21   | Al-Ittihad             | 0    | 2  | 0 | 0 | 2 | 2  | 5  | −3   | Grupo Descenso        |

Actualizado a los partidos jugados el 16 de agosto de 2025.
 Fuente: BeSoccer
Criterios de clasificación: Puntos · Enfrentamientos directos · Diferencia de goles · Goles a favor · Puntos fair-play · Play-off.

### Resultados
| Local \ Visitante      | AHL | ITT | MAS | MOK | CER | ELG | ENP | GHA | HAR | ISM | KAH | MDS | NBE | PET | PHA | PYR | SMO | TAL | WAD | ZAM | ZED |
| ---------------------- | --- | --- | --- | --- | --- | --- | --- | --- | --- | --- | --- | --- | --- | --- | --- | --- | --- | --- | --- | --- | --- |
| Al-Ahly                | —   |     |     |     |     |     |     |     |     |     |     |     |     |     | 4–1 |     |     |     |     |     |     |
| Al-Ittihad             |     | —   |     |     |     |     |     |     |     |     |     | 1–2 |     |     |     |     |     |     |     |     |     |
| Al-Masry               |     | 3–1 | —   |     |     |     |     |     |     |     |     |     |     |     |     |     |     |     |     |     |     |
| Al-Mokawloon Al-Arab   |     |     |     | —   |     |     |     |     |     |     |     |     |     |     |     |     |     |     |     |     | 0–2 |
| Ceramica Cleopatra FC  |     |     |     |     | —   |     |     |     |     |     |     |     |     |     |     |     |     |     |     | 0–2 |     |
| El Gouna FC            |     |     |     |     |     | —   |     |     |     |     |     |     |     |     |     |     |     |     |     |     |     |
| ENPPI Club             |     |     |     |     |     |     | —   |     |     |     |     |     |     |     |     |     |     |     | 1–0 |     |     |
| Ghazl El-Mehalla       |     |     |     |     |     |     |     | —   |     |     |     |     |     |     |     |     | 0–0 |     |     |     |     |
| Haras El-Hodood        |     |     |     |     |     |     |     |     | —   |     |     |     | 1–0 |     |     |     |     |     |     |     |     |
| Ismaily SC             |     |     |     |     |     |     |     |     |     | —   |     |     |     | 0–0 |     |     |     |     |     |     |     |
| Kahraba Ismailia SC    |     |     |     |     |     | 0–1 |     |     |     |     | —   |     |     |     |     |     |     |     |     |     |     |
| Modern Sport FC        | 2–2 |     |     |     |     |     |     |     |     |     |     | —   |     |     |     |     |     |     |     |     |     |
| National Bank of Egypt |     |     |     |     |     |     |     | 0–0 |     |     |     |     | —   |     |     |     |     |     |     |     |     |
| Petrojet FC            |     |     |     |     |     |     |     |     |     |     | 2–2 |     |     | —   |     |     |     |     |     |     |     |
| Pharco FC              |     |     |     |     |     |     | 0–0 |     |     |     |     |     |     |     | —   |     |     |     |     |     |     |
| Pyramids FC            |     |     |     |     |     |     |     |     |     | 1–0 |     |     |     |     |     | —   |     |     |     |     |     |
| Smouha SC              |     |     |     |     |     |     |     |     |     |     |     |     |     |     |     |     | —   | 1–1 |     |     |     |
| Tala'ea El-Gaish SC    |     |     | 0–3 |     |     |     |     |     |     |     |     |     |     |     |     |     |     | —   |     |     |     |
| Wadi Degla             |     |     |     |     |     |     |     |     |     |     |     |     |     |     |     | 0–0 |     |     | —   |     |     |
| Zamalek SC             |     |     |     | 0–0 |     |     |     |     |     |     |     |     |     |     |     |     |     |     |     | —   |     |
| ZED FC                 |     |     |     |     | 0–0 |     |     |     |     |     |     |     |     |     |     |     |     |     |     |     | —   |